# Stanly County
Stanly County ist ein County im Bundesstaat North Carolina der Vereinigten Staaten. Der Verwaltungssitz (County Seat) ist Albemarle, das nach George Monck, Duke of Albemarle benannt wurde.

## Geographie
Das County liegt etwas westlich des geographischen Zentrums von North Carolina, ist im Süden etwa 40 km von South Carolina entfernt und hat eine Fläche von 1047 Quadratkilometern, wovon 24 Quadratkilometer Wasserfläche sind. Es grenzt im Uhrzeigersinn an folgende Countys: Rowan County, Montgomery County, Anson County, Union County und Cabarrus County.
Stanly County ist in zehn Townships aufgeteilt: Almond, Big Lick, Center, Endy, Furr, Harris, North Albemarle, Ridenhour, South Albemarle und Tyson.

## Geschichte
Stanly County wurde 1841 aus Teilen des Montgomery County gebildet. Benannt wurde es nach dem Politiker John Stanly, einem Mitglied im Unterhaus von North Carolina und Mitglied im Repräsentantenhaus.

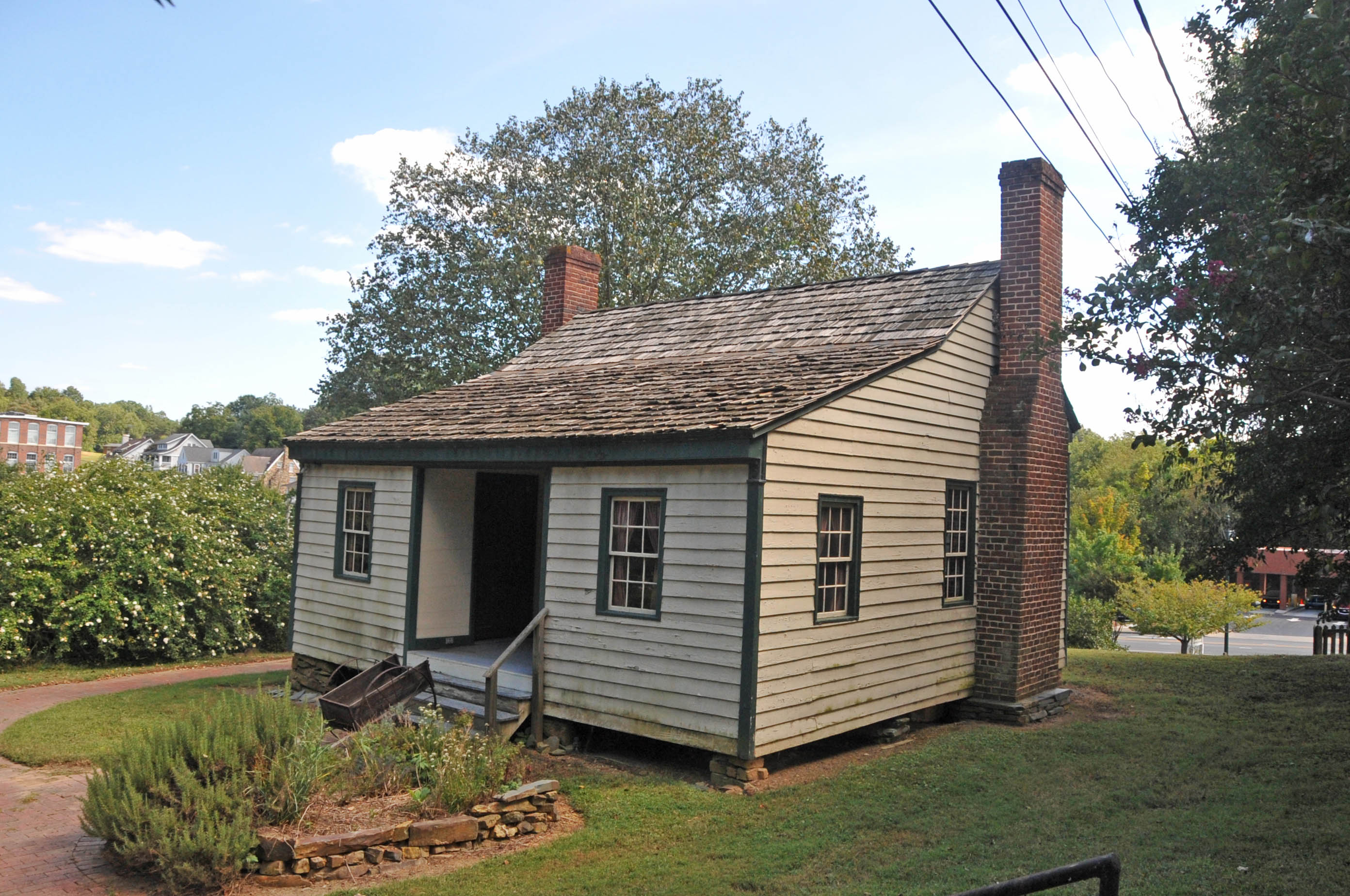
Das Marks House (2007) ist einer von 13 Einträgen des Countys im National Register of Historic Places.

Im County liegt eine National Historic Landmarks, die archäologische Fundstätte Hardaway Site. 13 Bauwerke und Stätten des Countys sind insgesamt im National Register of Historic Places eingetragen (Stand 16. März 2018).

## Demografische Daten
Nach der Volkszählung im Jahr 2000 lebten im Stanly County 58.100 Menschen in 22.223 Haushalten und 16.156 Familien. Die Bevölkerungsdichte betrug 57 Einwohner pro Quadratkilometer. Ethnisch betrachtet setzte sich die Bevölkerung zusammen aus 84,67 Prozent Weißen, 11,46 Prozent Afroamerikanern, 0,25 Prozent amerikanischen Ureinwohnern, 1,81 Prozent Asiaten, 0,02 Prozent Bewohnern aus dem pazifischen Inselraum und 1,01 Prozent aus anderen ethnischen Gruppen; 0,79 Prozent stammten von zwei oder mehr Ethnien ab. 2,13 Prozent der Bevölkerung waren spanischer oder lateinamerikanischer Abstammung.
Von den 22.223 Haushalten hatten 32,6 Prozent Kinder unter 18 Jahren, die bei ihnen lebten. 58,3 Prozent davon waren verheiratete, zusammenlebende Paare, 10,5 Prozent waren allein erziehende Mütter und 27,3 Prozent waren keine Familien. 24,3 Prozent waren Singlehaushalte und in 10,8 Prozent lebten Menschen mit 65 Jahren oder älter. Die Durchschnittshaushaltsgröße betrug 2,53 und die durchschnittliche Familiengröße war 3,00 Personen.
25,0 Prozent der Bevölkerung waren unter 18 Jahre alt. 8,4 Prozent zwischen 18 und 24 Jahre, 29,0 Prozent zwischen 25 und 44 Jahre, 23,4 Prozent zwischen 45 und 64, und 14,2 Prozent waren 65 Jahre alt oder Älter. Das Durchschnittsalter betrug 37 Jahre. Auf alle weibliche Personen kamen 97,4 männliche Personen. Auf alle Frauen im Alter von 18 Jahren oder darüber kamen 94,7 Männer.
Das jährliche Durchschnittseinkommen eines Haushalts betrug 36.898 $ und das jährliche Durchschnittseinkommen einer Familie betrug 43.956 $. Männer hatten ein durchschnittliches Einkommen von 31.444 $ gegenüber den Frauen mit 21.585 $. Das Prokopfeinkommen betrug 17.825 $. 10,7 Prozent der Bevölkerung und 8,1 Prozent der Familien lebten unterhalb der Armutsgrenze. 14,1 Prozent von ihnen sind Kinder und Jugendliche unter 18 Jahre und 10,3 Prozent sind 65 Jahre oder älter.